# Japanische Stechpalme
Die Japanische Stechpalme (Ilex crenata), auch Buchsbaumblättrige Stechpalme, ist eine Pflanzenart aus der Gattung der Stechpalmen (Ilex) innerhalb der Familie der Stechpalmengewächse (Aquifoliaceae). Das strauchförmig wachsende Gehölz ist ursprünglich heimisch auf den Japanischen Inseln und Sachalin sowie auf der koreanischen Halbinsel und in China.

## Beschreibung
Die Japanische Stechpalme wächst strauchförmig und erreicht eine Wuchshöhe von etwa 2 bis 4 Meter (maximal 10 Meter). Die meist immergrünen, wechselständigen, kurz gestielten, rundspitzigen bis stumpfen und ledrigen, fast kahlen Laubblätter sind elliptisch bis eiförmig oder verkehrt-eiförmig. Die Oberseite der Blätter ist dunkelgrün und die Unterseite ist dunkel punktiert. Der Blattrand ist gesägt bis gekerbt mit etwa fünf bis zehn, teils stacheligen Zähnen.
Die Japanische Stechpalme ist zweihäusig diözisch. Die männlichen und weiblichen Blüten stehen einzeln oder zu wenigen achselständig. Die kleinen, funktionell eingeschlechtlichen und kurz gestielten Blüten mit doppelter Blütenhülle haben vier weiße Kronblätter. 
Die kleine, kugelige Steinfrucht besitzt einem Durchmesser von etwa 6 bis 8 Millimeter und vier Kerne.

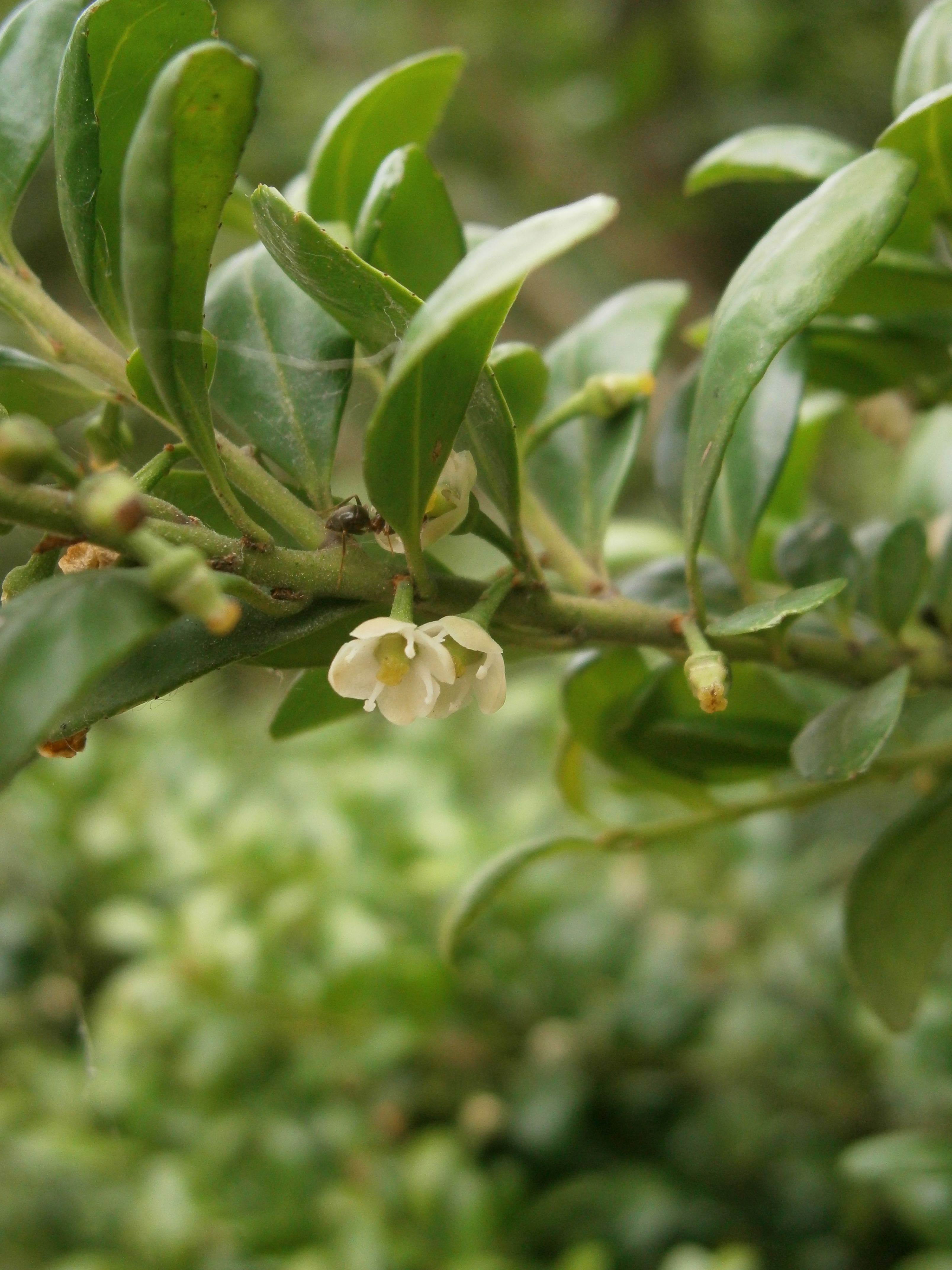
Weibliche Blüte
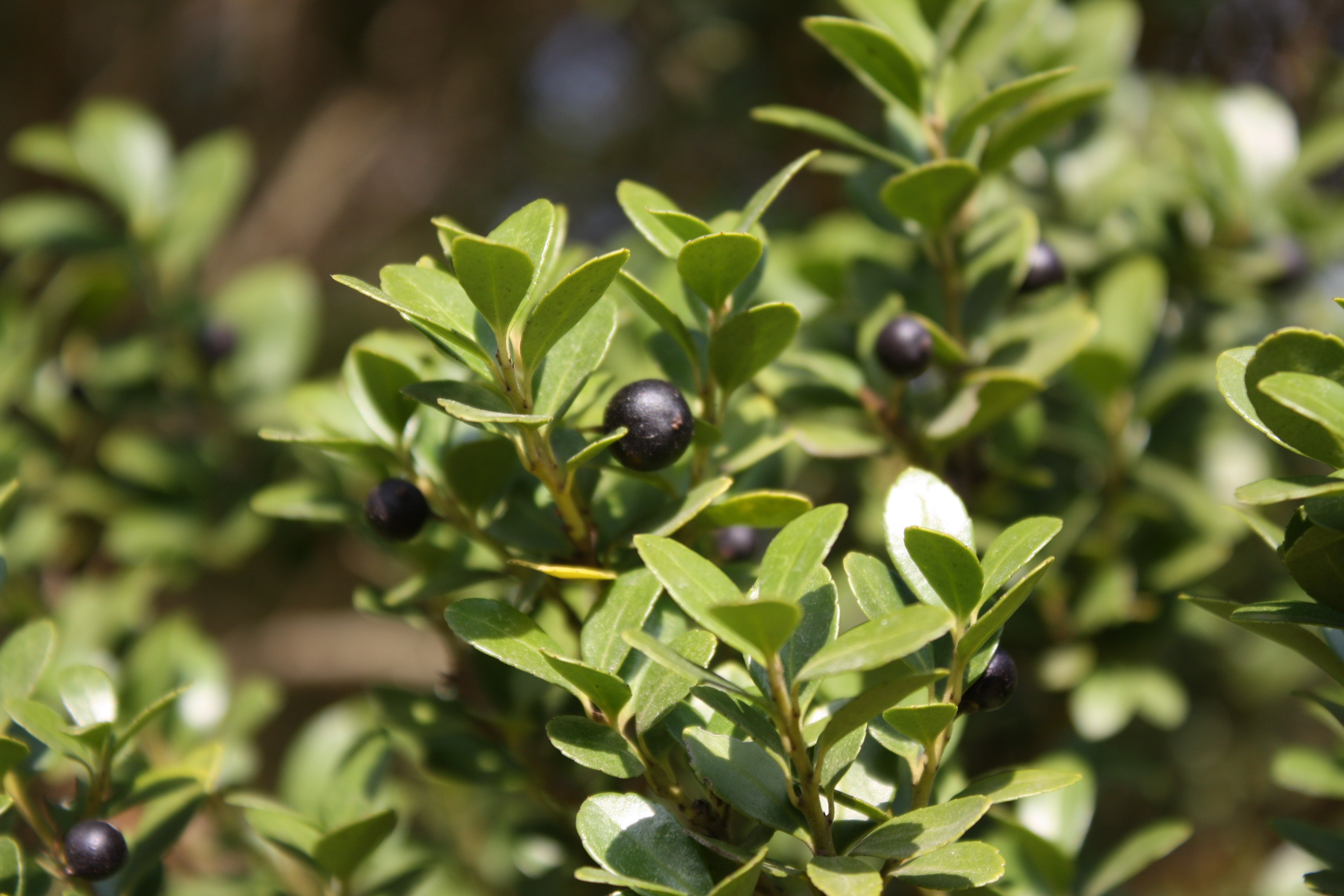
Frucht

## Vorkommen
Das ursprüngliche Verbreitungsgebiet umfasst die Japanischen Inseln, Taiwan und Sachalin sowie die koreanische Halbinsel, China, Myanmar, Vietnam und Tibet. Inzwischen ist sie in Mitteleuropa (Insbesondere Deutschland und Belgien) sowie in Teilen Nordamerikas eingeführt und verwildert.

## Verwendung

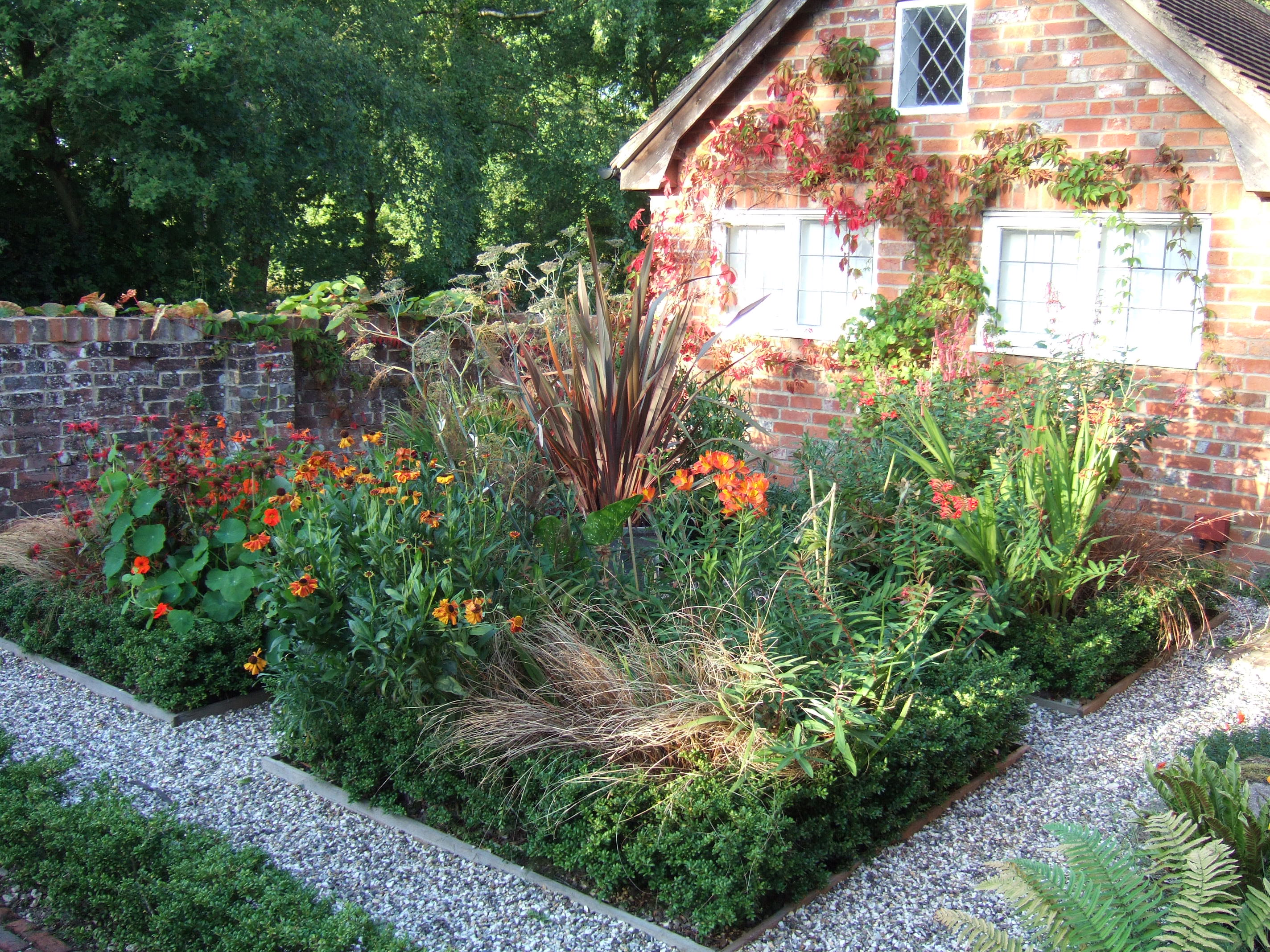
Beeteinfassung mit der Japanischen Stechpalme

Die Japanische Stechpalme wird im Gartenbau oft als Formgehölz gepflanzt. Da sie mit ihrem dichten Wuchs und den dunkelgrünen Blättern optisch Ähnlichkeiten zum Buchsbaum aufweist und Buchsbäume vielfach durch den Buchsbaumzünsler befallen werden, wird die Sorte 'Convexa' (auch 'Löffel-Ilex') gerne als Ersatz für Buchsbäume in Einfassungshecken gepflanzt.